# 中光學集團
河南中光學集團有限公司（簡稱中光學，深交所：002189），中國兵器裝備集團旗下公司，位於中国河南省南陽市，是在1968年成立，現任董事長李宗樵，副董事長張守啟，總經理為王志亮。

## 历史
主营生產、設計及銷售光电产业为主导方向，在光、机、电领域均有较强的研发生产能力，产品包括光学元组件、投影机及大屏幕拼接产品、太阳聚能产品、改装车和电梯。旗下公司包括利達光電股份有限公司（深圳證券交易所上市）、河南南方辉煌图像信息技术有限公司、南阳南方智能光电有限公司、南阳中光学机电装备有限公司和北京销售分公司。
總部位於中国河南省南阳市工业南路508号。

## 外部連結
- 河南中光學集團有限公司